# 温斯莱本
温斯莱本是德国巴伐利亚州的一个市镇。总面积8.92平方公里，总人口923人，其中男性451人，女性472人（2011年12月31日），人口密度103人/平方公里。